# 鄧甘嫩
鄧甘嫩（英語：Dungannon）是英國北愛爾蘭的一鎮，位於蒂龍郡。鄧甘嫩是蒂龍郡的第三大鎮，僅次於奧馬和斯特拉班。據2011年人口普查，鄧甘嫩有人口15,889人。鄧甘嫩是鄧甘嫩-南蒂龍區的行政中心。

## 外部連結
- Dungannon Enterprise Centre （页面存档备份，存于）
- Dungannon Life （页面存档备份，存于）
- A Flavour of Tyrone – Dungannon